# Juvenal Lino de Matos
Juvenal Lino de Matos (Ipaussu, 28 de março de 1904 — São Paulo, 4 de junho de 1991) foi um político brasileiro.

## Biografia
Antes de ingressar na política, foi contabilista, economista e professor. Foi deputado estadual (eleito em 1947 e reeleito em 1950), secretário da Educação do Estado de São Paulo (em 1951) e senador por dois mandatos: de 1955 a 1963 - eleito pelo PSP - e de 1963 a 1971 - eleito pelo PTN.
Elegeu-se prefeito de São Paulo em 1955, pelo PSP, tomando posse do cargo em julho do mesmo ano. Tão logo iniciou o seu mandato, previsto para terminar em abril de 1957, foi proposta a cassação de seu mandato de senador, ao qual ele não renunciara, por não ser necessário. Quando foi proposta alteração da legislação que obrigaria Lino de Matos a optar por um dos dois mandatos, este, temeroso de perder a ambos os cargos, renunciou à prefeitura em abril de 1956, passando o cargo a Wladimir de Toledo Piza.
Em 1970, pelo MDB, tentou a reeleição ao Senado, ficando em terceiro lugar, perdendo para Franco Montoro e Orlando Zancaner. Após deixar o Senado, presidiu a seção paulista do MDB.